# Triskaidekafobi

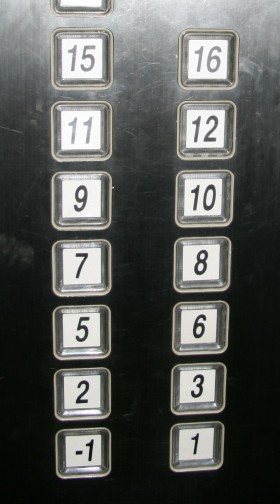
Manöverpanelen i en hiss i ett hus i Shanghai som har byggts utan våningarna 4, 13 och 14.

Triskaidekafobi (av grekiska τρεισκαίδεκα, treiskaideka, 'tretton' och φόβος, phobos, 'rädsla'), är rädsla eller skräck för talet 13. Rädsla för datumet fredagen den trettonde, vilket inträffar en till tre gånger varje år, har ett eget namn, paraskavedekatriafobi.
Det finns många teorier om varför 13 är ett olyckstal. En syftar på att det befann sig tretton personer vid bordet i samband med Kristi sista måltid. En annan att större delen av tempelherreorden (korsriddare) avrättades på order av Vatikanen fredagen den 13 oktober 1307. 
Berättelsen om svekets och ondskans gud, Loke, i den nordiska mytologin som anlände som den trettonde gästen till ett gästabud i Valhall – och sedan konspirerade så att Balder dog – är ytterligare en berättelse.
Fortfarande idag undviker vissa företag numret 13, för att undvika klagomål från kunder. På de flesta hotell i västvärlden med fler rum än 12 saknas rumsnummer 13 (eller våning 13) eftersom många gäster vägrar att bo i rum med det numret. På flygplan finns vanligen inte rad 13, eftersom en del passagerare skrämts upp av att sitta på en sådan rad. De har tagit det som ett dåligt omen. Flygbolaget Brussels Airlines som startade flygningar 2007 ändrade sin logotyp efter protester, då den innehöll 13 punkter.